# متلازمة الحبل المركزية
متلازمة الحبل المركزية (بالإنجليزية: Central cord syndrome)‏ هي أكثر إصابات الحبل الشوكي في الفقرات العنقية.
إرتبطت متلازمة الحبل المركزية بجرح مؤلم في المناطق الصدرية العنقية أو العليا للحبل الشوكي وتميزت بالضعف في النسبي في السيقان وخسارة في المتغيّرات الحسّية.وقد تسبب إلى النزف، أو نخر الذي يتضمّن الأجزاء المركزية للحبل الشوكي.

## الأعراض
قد تسبب متلازمة الحبل المركزية في اصابة حادة في النخاع الشوكي الرقبي وخاصة عند كبار السن المصابين بداء التنكس الفقاري الذي يصيب المفاصل و يجعل منها غليظة ف ثنيها وفي حالات نادرة قد يصيب البالغين. ينشأ الضرر الذي يصيب النخاع الشوكي من ارتجاج أو ارتضاض وخاصة في المنطقة الرمادية يصاحبه ركود للسائل الهيولي الواقع في محور العصبون مؤدياً إلى حدوث الوذمة .

## الأسباب
أظهرت الدراسات الحديثة امكانية حدوث هذه المتلازمة نتيجة لنزيف في الجزء المركزي للحبل الشوكي يلازمه تمزق في المحور العصبي. يظهر أثر هذه المتلازمة على الوظائف الحركية للأطراف العُلويّة حيث يتم تشخيص الحالة من الطبيب المُعالج بمُلاحظة فُقدان الإحساس بالحرارة وفُقدان القُدرة على التحكُم بها مما يرافقه حالة من الشلل الرخوّ. تضرر الأطراف السفلية بشكل نادر ويمتد الضرر إلى تأثر وظائف عضلات المثانة الأمعاء.

## العلاج
يكون علاج هذه المتلازمة من خلال عمل جراحي أو وظيفي على الأشخاص المصابين ويكون العلاجا الوظيفي الذي يمكنهم من استرجاع القوة الحركية والحسية للأطراف العُلوية والسفلية إضافة إلى الجذع وينتج عدم التماثُل للشفاء وخاصة للوظائف الحركيّة لليدين عن تدميرعكسي المادة الرمادية.

## وصلات خارجية
- Rick Hansen Foundation
- NINDS Spinal Cord Injury Information Page